# IC 4986
IC 4986 — галактика типу SBd () у сузір'ї Телескоп.
Цей об'єкт міститься в оригінальній редакції індексного каталогу.